# Ofelia Shoai Hallberg
Ofelia Shoai Hallberg, född den 13 april 2003, är en svensk handbollsspelare som spelar som mittsexa. Hon debuterade i landslaget mot Rumänien 2025 och valdes som mittsexa i All Star Team i handbollsligan dam 2024/25.

## Karriär
Ofelia Shoai Hallberg började spela handboll i H43 Lund och spelade för klubben tills hon var 17 år och hade debuterat i ungdomslandslaget. 2020 valde hon att börja spela för Lugi HF i högsta serien. Då Lugi flyttades ner till damallsvenskan 2024 valde hon att spela för H65 Höör. Säsongen i Höör 2024/2025 blev framgångsrik och Hallberg fick debutera i A-landslaget och valdes som mittsexa i Alt Star Team i Handbollsligan dam. Hon vann också sin första titel med H65 Höör då hon vann svensk cupen 2025. I sista seriematchen skadade hon korsbandet och kunde inte delta i slutspelet.
Hallberg spelade under åren 2019 till 2022 27 ungdomslandskamper och stod för 46 mål. Den 6 mars 2025 debuterade hon i A-landslaget i en träningslandskamp mot Rumänien. I de två landskamper hon spelat har hon gjort tre mål.